# Parthenay-de-Bretagne
Parthenay-de-Bretagne est une commune française située dans le département d'Ille-et-Vilaine en région Bretagne, peuplée de 1 802 habitants.

## Géographie
Parthenay-de-Bretagne se situe à une quinzaine de kilomètres au nord-ouest de Rennes.
La commune est traversée par le ruisseau de la Cotardière.
| Pleumeleuc | Romillé               |        |
| Clayes     | Parthenay-de-Bretagne | Gévezé |
|            | Saint-Gilles          |        |

### Transports
La commune est desservie par les bus du réseau STAR de rennes Métropole via la ligne 65 (77 les vendredis et samedis soir).

### Hydrographie
Pour un article plus général, voir Réseau hydrographique d'Ille-et-Vilaine.
La commune est située dans le bassin Loire-Bretagne. Elle est drainée par la Cotardière, le ruisseau du Pont des basses mardelles,,.
La Cotardière, d'une longueur de 14 km, prend sa source dans la commune de Romillé et se jette  dans la Vaunoise à Mordelles, après avoir traversé huit communes. 

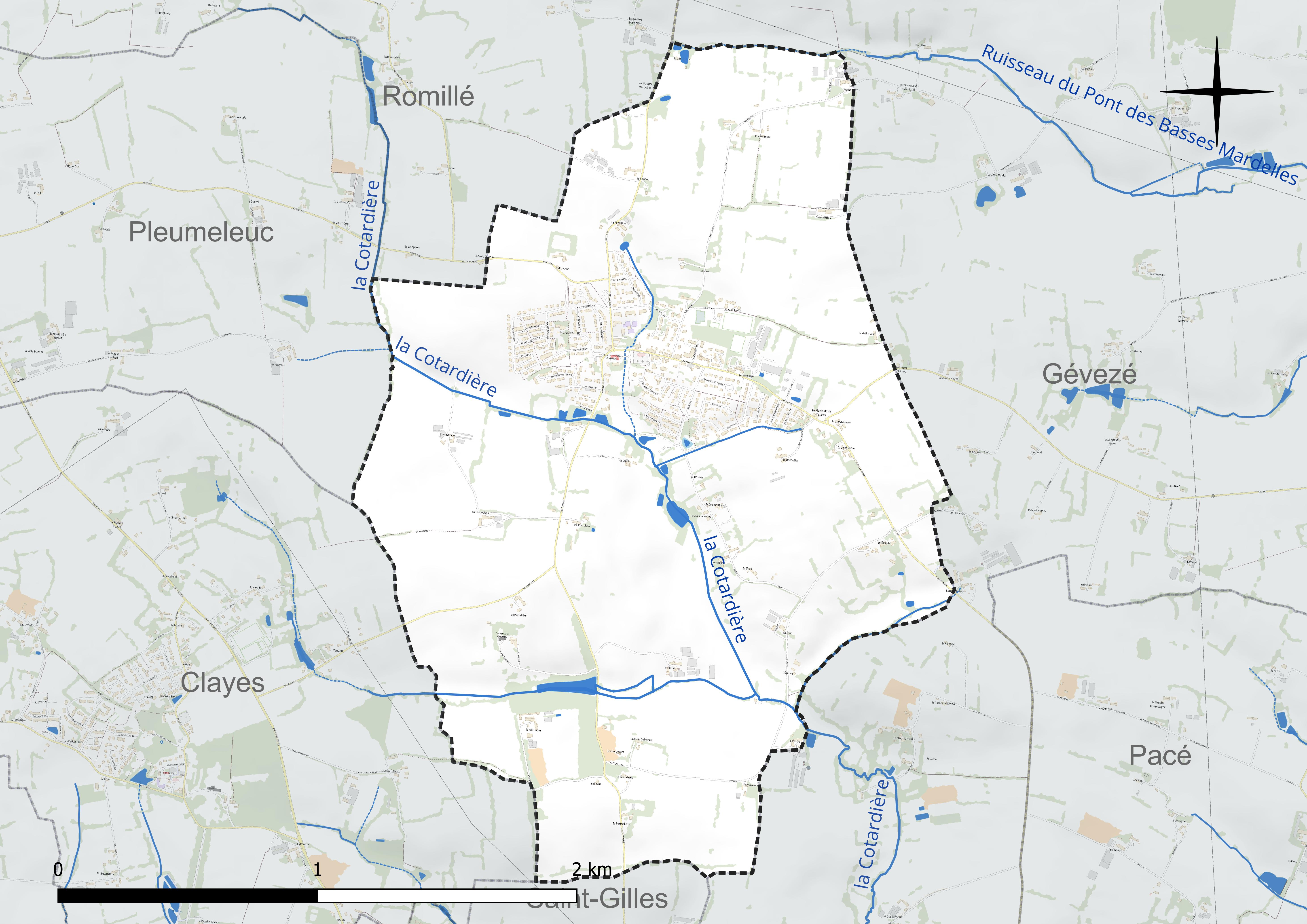
Réseau hydrographique de Parthenay-de-Bretagne.

### Climat
Pour des articles plus généraux, voir Climat de la Bretagne et Climat d'Ille-et-Vilaine.
En 2010, le climat de la commune est de type climat océanique altéré, selon une étude du CNRS s'appuyant sur une série de données couvrant la période 1971-2000. En 2020, Météo-France publie une typologie des climats de la France métropolitaine dans laquelle la commune est exposée à un climat océanique et est dans la région climatique  Bretagne orientale et méridionale, Pays nantais, Vendée, caractérisée par une faible pluviométrie en été et une bonne insolation. Parallèlement l'observatoire de l'environnement en Bretagne publie en 2020 un zonage climatique de la région Bretagne, s'appuyant sur des données de Météo-France de 2009. La commune est, selon ce zonage, dans la zone « Intérieur Est  », avec des hivers frais, des étés chauds et des pluies modérées.  
Pour la période 1971-2000, la température annuelle moyenne est de 11,2 °C, avec une amplitude thermique annuelle de 12,7 °C. Le cumul annuel moyen de précipitations est de 709 mm, avec 12,1 jours de précipitations en janvier et 7,1 jours en juillet. Pour la période 1991-2020, la température moyenne annuelle observée sur la station météorologique la plus proche, située sur la commune du Rheu à 10 km à vol d'oiseau, est de 12,2 °C et le cumul annuel moyen de précipitations est de 720,4 mm,. Pour l'avenir, les paramètres climatiques de la commune estimés pour 2050 selon différents scénarios d'émission de gaz à effet de serre sont consultables sur un site dédié publié par Météo-France en novembre 2022.

## Urbanisme

### Typologie
Au 1er janvier 2024, Parthenay-de-Bretagne est catégorisée bourg rural, selon la nouvelle grille communale de densité à sept niveaux définie par l'Insee en 2022.
Elle est située hors unité urbaine. Par ailleurs la commune fait partie de l'aire d'attraction de Rennes, dont elle est une commune de la couronne,. Cette aire, qui regroupe 183 communes, est catégorisée dans les aires de 700 000 habitants ou plus (hors Paris),.

### Occupation des sols
L'occupation des sols de la commune, telle qu'elle ressort de la base de données européenne d'occupation biophysique des sols Corine Land Cover (CLC), est marquée par l'importance des territoires agricoles (88,7 % en 2018), en diminution par rapport à 1990 (100 %). La répartition détaillée en 2018 est la suivante : terres arables (75,1 %), prairies (11,5 %), zones urbanisées (11,3 %), zones agricoles hétérogènes (2,1 %). L'évolution de l'occupation des sols de la commune et de ses infrastructures peut être observée sur les différentes représentations cartographiques du territoire : la carte de Cassini (XVIIIe siècle), la carte d'état-major (1820-1866) et les cartes ou photos aériennes de l'IGN pour la période actuelle (1950 à aujourd'hui).

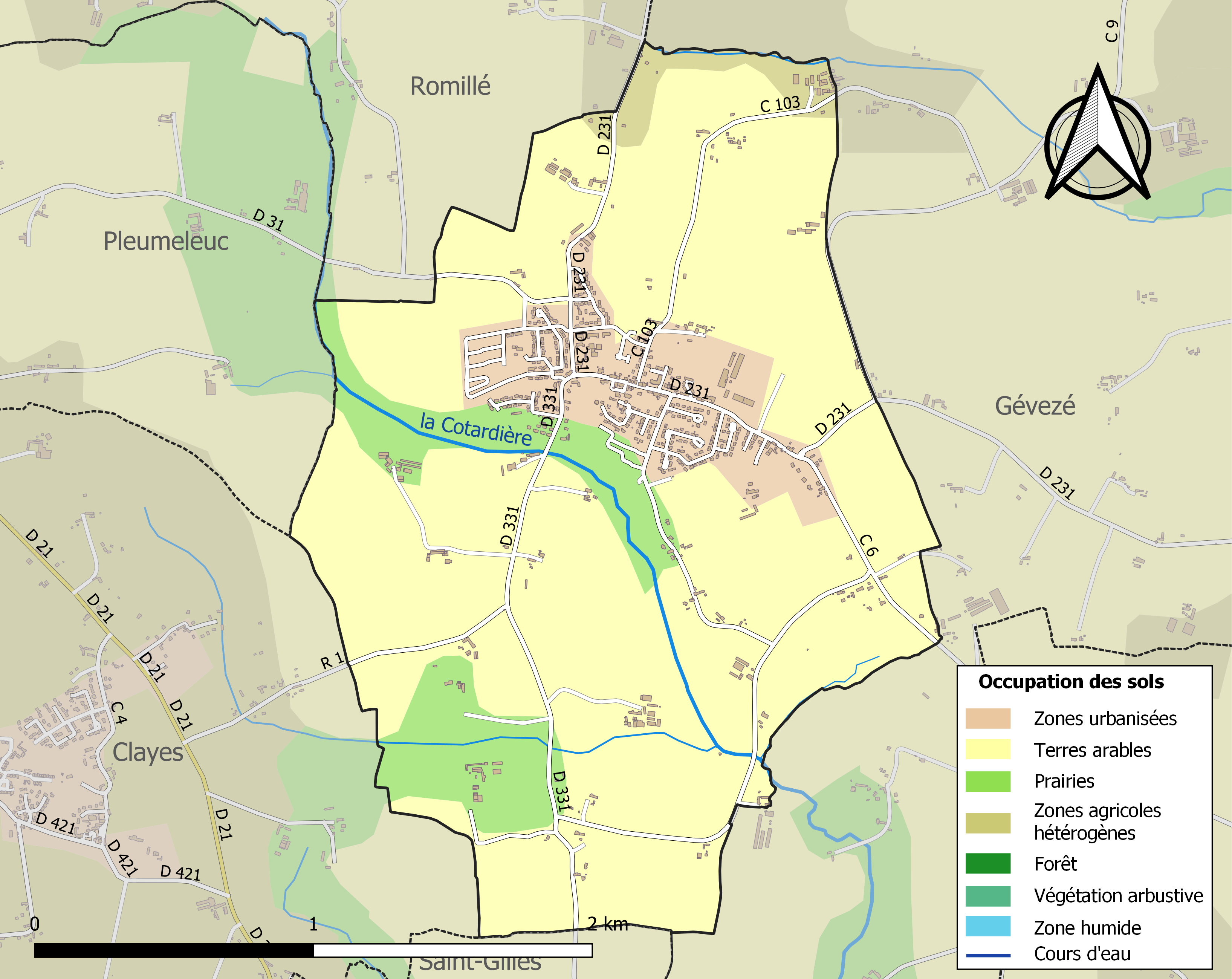
Carte des infrastructures et de l'occupation des sols de la commune en 2018 (CLC).

## Toponymie
Le nom de la localité est attesté sous la forme Ecclesia de Parteneio en 1256.
En 1920, le nom de la commune de Parthenay a été modifié en Parthenay-de-Bretagne afin de la distinguer de son homonyme dans les Deux-Sèvres.

## Histoire

### LeXXesiècle

#### La Belle Époque
L'école de Parthenay tenue par des religieuses est laïcisée à compter du 14 septembre 1903 en vertu de la loi sur les congrégations.

### Héraldique
| Blason | Blasonnement : D'azur au chevron componé de sept pièces d'argent et de sable, accompagné en chef d'une herse d'or issante et en pointe d'un écusson d'argent chargé d'une croix pattée alésée de sable. |

## Politique et administration

### Rattachements administratifs et électoraux

#### Circonscriptions de rattachement
Parthenay-de-Bretagne appartient à l'arrondissement de Rennes et au canton de Melesse, créé lors du redécoupage cantonal de 2014. Avant cette date, la commune appartenait aux cantons suivants : Rennes-Nord-Ouest (1801-1973 puis 1985-2015) et Rennes-III (1973-1985).
Pour l'élection des députés, la commune fait partie de la troisième circonscription d'Ille-et-Vilaine, représentée depuis février 2020 par Claudia Rouaux (PS-NUPES). Sous le Second Empire, elle appartenait à la circonscription de Rennes, sous la Troisième République à la première circonscription de Rennes et de 1958 à 1986 à la 1re circonscription (Rennes-Nord).

#### Intercommunalité
Depuis le 1er janvier 1993, la commune appartient à Rennes Métropole (anciennement Rennes District). Par ailleurs, elle est membre du Syrenor (Syndicat de recherche et d'études du Nord-Ouest de Rennes), établissement public de coopération intercommunale créé en 1999, regroupant les communes de Clayes, La Chapelle-des-Fougeretz, Gévezé, Montgermont, Pacé, Saint-Gilles et Vezin-le-Coquet.
Enfin, Parthenay-de-Bretagne fait partie du Pays de Rennes.

#### Institutions judiciaires
Sur le plan des institutions judiciaires, la commune relève du tribunal judiciaire (qui a remplacé le tribunal d'instance et le tribunal de grande instance le 1er janvier 2020), du tribunal pour enfants, du conseil de prud'hommes, du tribunal de commerce, de la cour d'appel et du tribunal administratif de Rennes et de la cour administrative d'appel de Nantes.

### Administration municipale
Le nombre d'habitants au dernier recensement étant compris entre 1 500 et 2 499, le nombre de membres du conseil municipal est de 19.

### Liste des maires

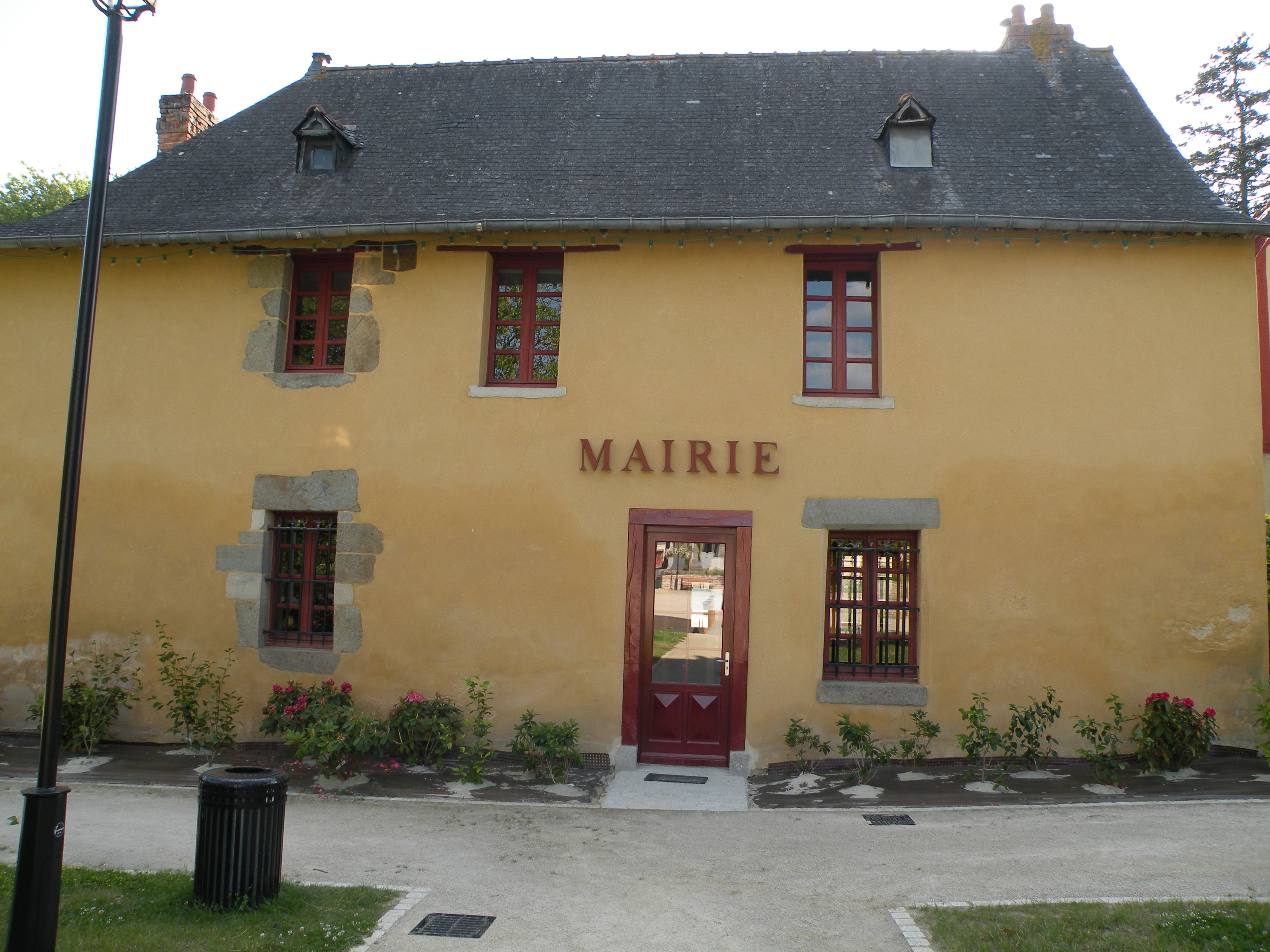
La mairie.

| Période                                  | Période              | Identité                  | Étiquette | Qualité                                   |
| ---------------------------------------- | -------------------- | ------------------------- | --------- | ----------------------------------------- |
| mai 1912                                 | octobre 1920 (décès) | Désiré Dauphin            |           | Réélu en 1919                             |
| ?                                        | ?                    | M. Labbé                  |           |                                           |
| Les données manquantes sont à compléter. |                      |                           |           |                                           |
| ?                                        | 1968                 | Armand Gaillard           |           | Démissionnaire                            |
| mai 1968                                 | juin 1995            | Henri Rochette de Lempdes |           | Agriculteur retraité Maire honoraire      |
| juin 1995                                | mars 2014            | Michel Lorant             | DVD       | Expert-comptable retraité                 |
| mars 2014                                | mai 2020             | Alain Froger              | DVD       | Cadre ERDF retraité                       |
| mai 2020                                 | En cours             | Khalil Bettal             | SE        | Directeur général délégué de collectivité |
| Les données manquantes sont à compléter. |                      |                           |           |                                           |

## Démographie
L'évolution du nombre d'habitants est connue à travers les recensements de la population effectués dans la commune depuis 1793. Pour les communes de moins de 10 000 habitants, une enquête de recensement portant sur toute la population est réalisée tous les cinq ans, les populations de référence des années intermédiaires étant quant à elles estimées par interpolation ou extrapolation. Pour la commune, le premier recensement exhaustif entrant dans le cadre du nouveau dispositif a été réalisé en 2005.
En 2022, la commune comptait 1 802 habitants, en évolution de +7,58 % par rapport à 2016 (Ille-et-Vilaine : +5,46 %, France hors Mayotte : +2,11 %).
La commune de Parthenay-de-Bretagne a connu le taux d'augmentation de la population le plus élevé des communes du département entre 1990 et 2007 (262% d'augmentation).
| 1793 | 1800 | 1806 | 1821 | 1831 | 1836 | 1841 | 1846 | 1851 |
| ---- | ---- | ---- | ---- | ---- | ---- | ---- | ---- | ---- |
| 320  | 310  | 328  | 361  | 387  | 350  | 355  | 386  | 385  |

| 1856 | 1861 | 1866 | 1872 | 1876 | 1881 | 1886 | 1891 | 1896 |
| ---- | ---- | ---- | ---- | ---- | ---- | ---- | ---- | ---- |
| 382  | 404  | 410  | 441  | 414  | 429  | 404  | 391  | 374  |

| 1901 | 1906 | 1911 | 1921 | 1926 | 1931 | 1936 | 1946 | 1954 |
| ---- | ---- | ---- | ---- | ---- | ---- | ---- | ---- | ---- |
| 365  | 364  | 356  | 336  | 326  | 347  | 317  | 338  | 323  |

| 1962 | 1968 | 1975 | 1982 | 1990 | 1999 | 2005  | 2006  | 2010  |
| ---- | ---- | ---- | ---- | ---- | ---- | ----- | ----- | ----- |
| 330  | 309  | 311  | 391  | 478  | 563  | 1 014 | 1 156 | 1 378 |

| 2015  | 2020  | 2022  | - | - | - | - | - | - |
| ----- | ----- | ----- | - | - | - | - | - | - |
| 1 652 | 1 794 | 1 802 | - | - | - | - | - | - |

## Lieux et monuments
La commune compte un seul monument historique :
- L'église Notre-Dame, construite aux XVe, XVIIe et XVIIIe siècles. Elle a notamment la particularité de posséder un monument aux morts situé sous le porche sud. L'église a été inscriteau titre des Monuments historiques par arrêté du 20 novembre 1939[29],[30].

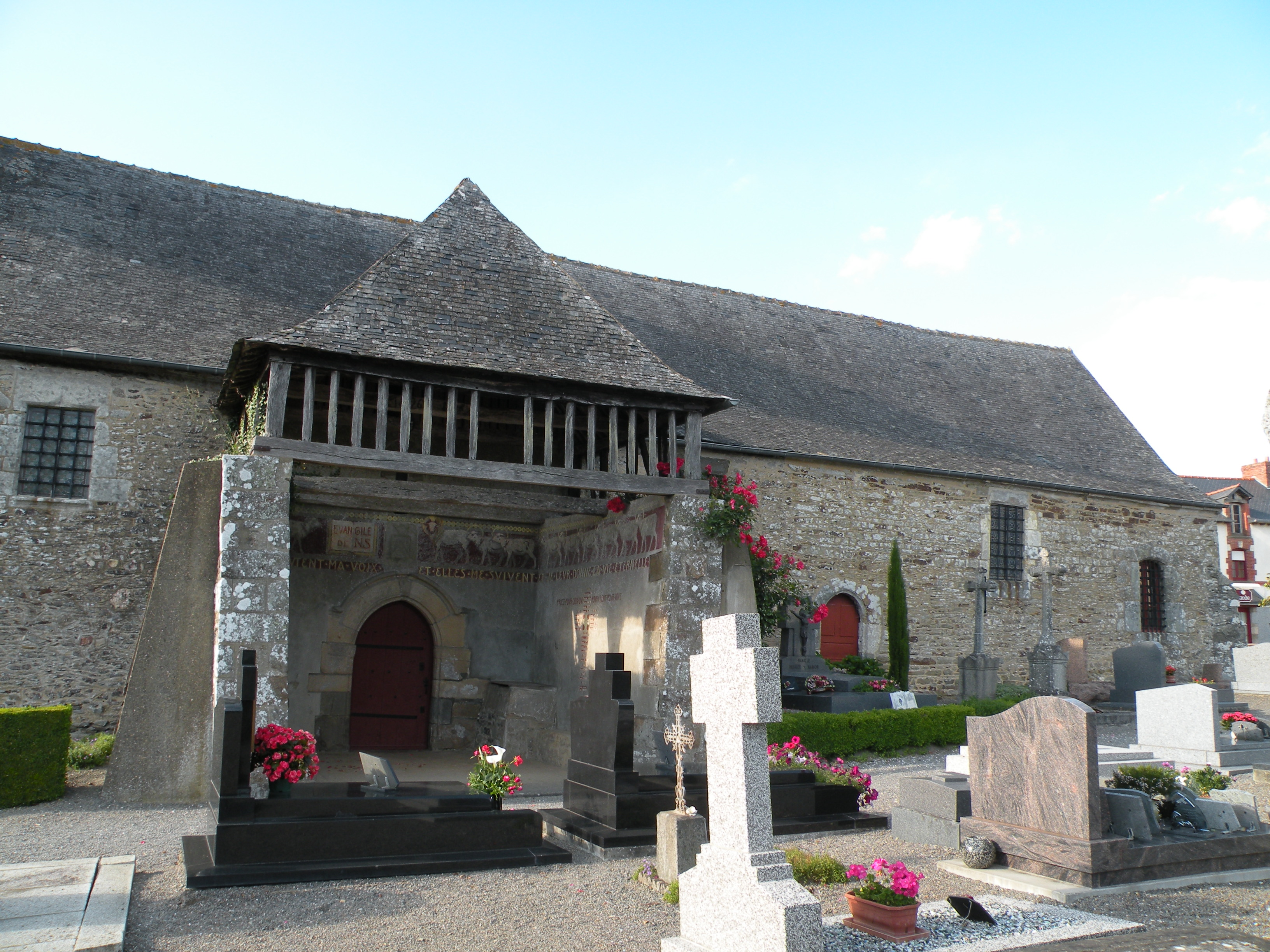
La façade sud.
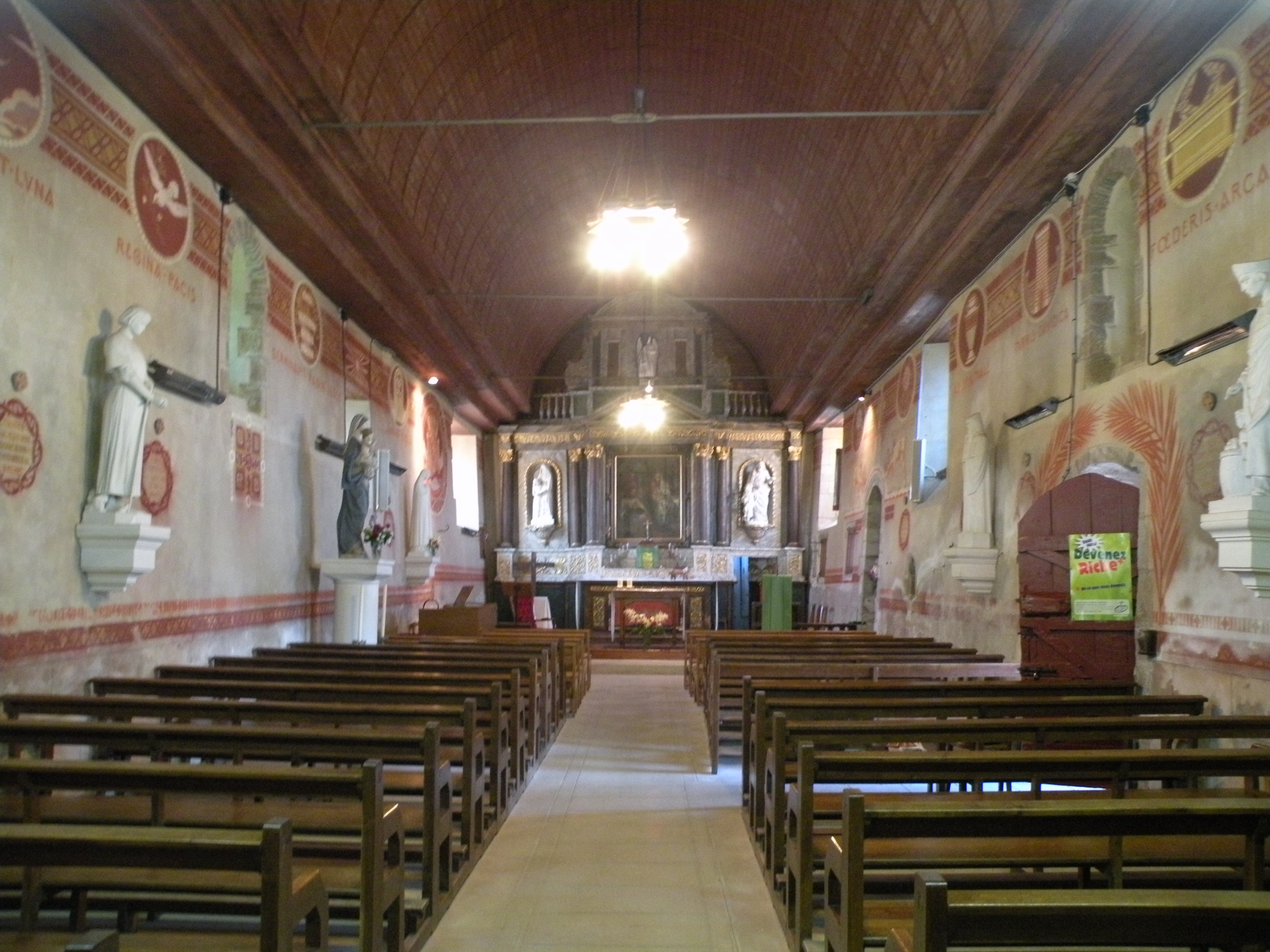
L'intérieur de l'église.
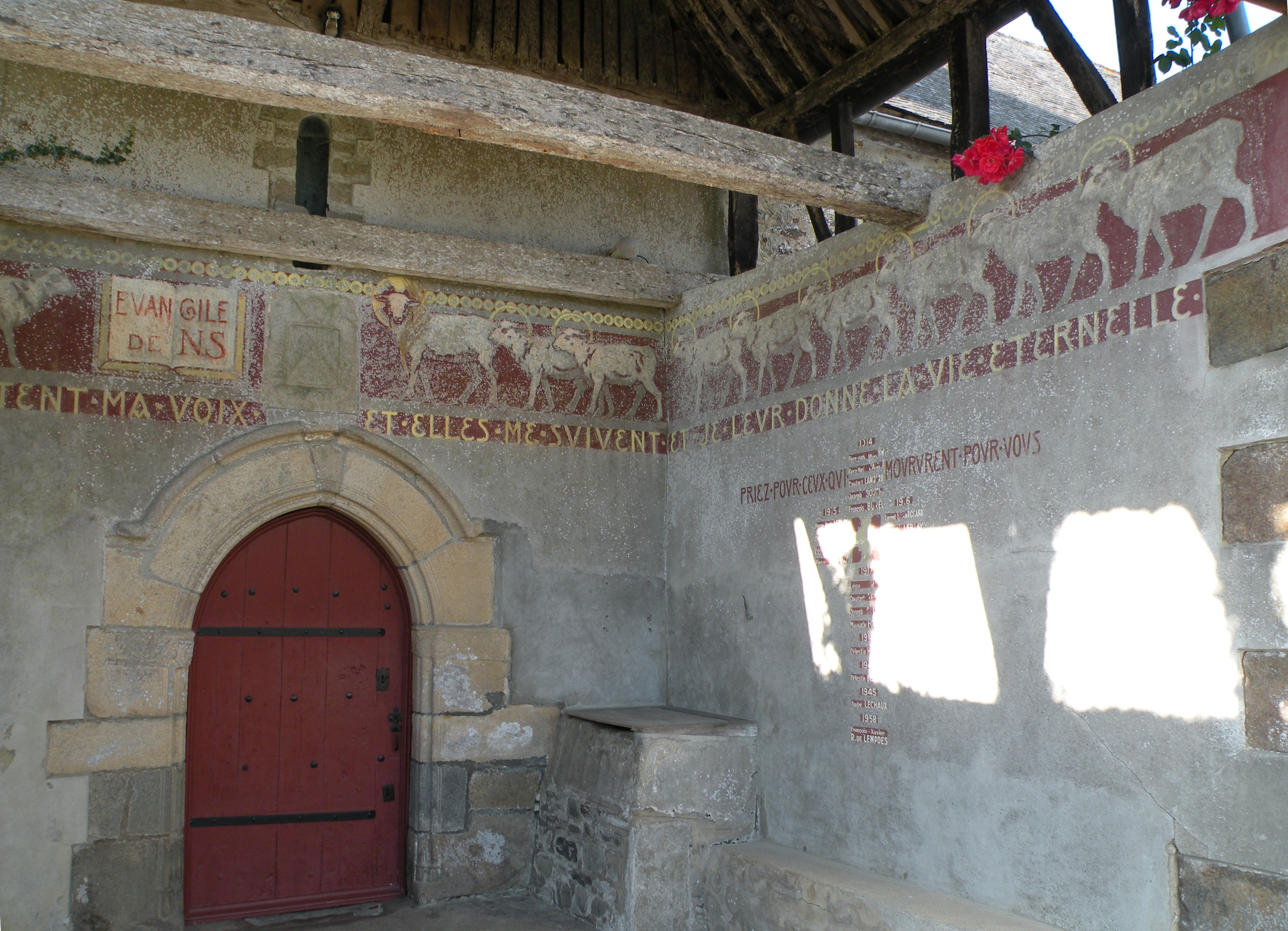
Le porche de l'église.